# 菊亭八百善の人びと
『菊亭八百善の人びと』（きくていやおぜんのひとびと）は、宮尾登美子作の小説。1990年2月27日から1991年3月20日までの1年間、読売新聞紙上に連載された。また、同作を元にした舞台劇とテレビドラマ。

## 概要
実在する料亭「八百善」を舞台とし、九代目栗山善四郎とその妻を題材とし書かれている。

## 舞台化
東宝の製作により、1991年11月4日から12月28日にかけて、芸術座にて初演された。

### キャスト
- 山本陽子
- 江守徹
- 近藤洋介
- 中田喜子
- 宮下順子
- 大路三千緒
- 永吉京子
- 横沢祐一
- 沢本忠雄
- 中村玉緒

### スタッフ
- 製作：酒井喜一郎、宮崎紀夫
- 原作：宮尾登美子
- 脚本：佐々木猛
- 演出：井上思

## テレビドラマ

### 1994年版
1994年2月3日、テレビ朝日でドラマスペシャル「菊亭八百善の人びと 幻の高級江戸料理!美人女将の細腕繁盛記」として夜8時からの二時間番組として放送された。

#### キャスト (1994年)
- 杉山汀子：賀来千香子
- 杉山福二郎：渡辺徹
- 杉山了二：中条静夫
- 的場浩司、洞口依子、正司歌江、岡まゆみ、茅島成美、立原麻衣、重久剛一、たかお鷹、松阪隆子、深谷隆、愛川周平、後藤緑、関輝雄、林優枝、松村明、樹木希林、久保晶、羽根田陽一、島地達、能村昭弘、中原早苗、加藤武、
- 語り：吉野由樹子

#### スタッフ (1994年)
- 原作：宮尾登美子
- 脚本：宮川一郎
- 音楽：甲斐正人
- 演出：久野浩平
- プロデューサー：五十嵐文郎
- 制作会社：テレビ朝日、PDS

### 2004年版
2004年3月29日から5月17日にNHK総合テレビの月曜ドラマシリーズで「菊亭八百善の人びと」が放送された。

#### キャスト (2004年)
- 杉山汀子：夏川結衣[1]
- 杉山福二郎：吹越満
- 鈴木彦次（小鈴）：金子昇
- 高木惇子：三原じゅん子
- わか：美保純
- 杉山静子：久我陽子
- 杉山秀太郎：利重剛
- 楠木護：田中実
- 与之助：清水アキラ
- 楠木茂一：橋爪功
- 鈴木清次（大鈴）：塩見三省
- 中島みどり：井川遥
- 杉山れん：星由里子
- 杉山了二：杉浦直樹

#### スタッフ (2004年)
- 原作：宮尾登美子
- 脚本：前川洋一
- 音楽：渡辺俊幸
- 主題歌：ヤドランカ
- 制作統括：一井久司
- 演出：小松隆、梛川善郎、松浦善之助

#### サブタイトル
1. かつおにカラシ?
2. ハリハリ漬けの味
3. 大鈴の味
4. 夫婦奮闘
5. 恋の味付け
6. 最大の危機
7. 最後の茶会